# No Mineirão
No Mineirão é o quinto álbum ao vivo da dupla sertaneja brasileira Clayton & Romário, lançado em 14 de julho de 2023 pela Virgin Music. Gravado em outubro de 2022, o álbum reúne os sucessos O Grau Bateu, Que Faculdade Cê Faz? e Namorando ou Não, com Luan Santana, a única participação especial do álbum.

## Antecedentes e gravação
Em 2022, Clayton & Romário ganhavam mais visibilidade nacionalmente, com o álbum No Churrasco 2, que incluía os sucessos Água Nos Zói e Aí Eu Chorei, mais do que já tinham, em 2020, com a música Pingaiada. Com essas músicas, a dupla somava 3,4 milhões de ouvintes mensais no Spotify, 207 milhões de visualizações gerais no YouTube e Aí Eu Chorei esteve entre as mais tocadas nas rádios brasileiras.
Colhendo os frutos de todo esse sucesso, Clayton & Romário escolheram o famoso Mineirão como local da gravação do álbum, no dia 15 de outubro de 2022, em um palco 360º, com mais de 10 mil ingressos vendidos. O show contou com a única participação especial do cantor Luan Santana
A direção de vídeo e de fotografia ficou por conta de Anselmo Troncoso, direção geral de Felipe Nascimento e Rafael Almeida e Diego de Souza na produção musical. O repertório foi selecionado por Wendell Vieira, que já trabalhou com Jorge & Mateus.

## Lançamento
A divulgação do álbum começou com o single O Grau Bateu, em novembro de 2022, em seguida, Que Faculdade Cê Faz?, em dezembro, quando O Grau Bateu já alcançou 12 milhões de visualizações no YouTube. Em 10 de fevereiro de 2023, foi lançado o EP 1, com 7 faixas, incluindo as duas faixas citadas.
O terceiro e último single Namorando ou Não, com o cantor Luan Santana, foi lançado em 10 de março. Só em 14 de julho, foi lançado o álbum completo, com 13 faixas, juntando as 8 faixas lançadas anteriormente com 4 medleys de regravações e a releitura de Pingaiada, um dos primeiros sucessos da dupla.

## Lista de faixas
| N.º            | Título                                                         | Compositor(es)                                                                                                | Duração |  |
| 1.             | "Namorando ou Não" (part. Luan Santana)                        | Junior Gomes / Philipe Pancadinha / Renato Sousa                                                              | 2:48    |  |
| 2.             | "Amor Não É Jogo de Azar / Separa, Namora / Me Bate, Me Xinga" | Bruno / Felipe / Elias Muniz Marcia Araujo / Paula Mattos / Silmara Nogueira Edson / Hudson / Vinícius / Raul | 3:55    |  |
| 3.             | "Que Faculdade Cê Faz?"                                        | Diego Silveira / Junior Pepato / Lari Ferreira / Rafael Borges                                                | 2:44    |  |
| 4.             | "Amigo Apaixonado / Receita de Amar"                           | Victor Chaves George Henrique / Rodrigo                                                                       | 3:36    |  |
| 5.             | "Superação Fingida"                                            | Bia Frazo / Matheus Cott / Thales Gui                                                                         | 2:37    |  |
| 6.             | "Xote da Alegria / 1, 2, 3"                                    | Tato Paulo Debétio                                                                                            | 3:02    |  |
| 7.             | "Na Minha Terra"                                               | D. Silveira / J. Pepato / R. Borges / Samuel Parazin / Thiago Parazin                                         | 2:45    |  |
| 8.             | "Não Pode Ou Não Quer"                                         | Elvis Elan / Henrique Casttro / Ricardo Vismarck / Ronael                                                     | 2:33    |  |
| 9.             | "Convite de Casamento / Mal Acostumado"                        | Nino / Jefferson Farias Meg Evans / Ray Araujo                                                                | 3:44    |  |
| 10.            | "O Grau Bateu"                                                 | E. Elan / H. Casttro / R. Vismarck / Ronael                                                                   | 2:46    |  |
| 11.            | "30%"                                                          | E. Elan / H. Casttro / R. Vismarck / Ronael                                                                   | 2:38    |  |
| 12.            | "N Motivos"                                                    | Diego de Souza /Kel Bertin / Leo Souzza / Tiago Marcelo                                                       | 2:38    |  |
| 13.            | "Pingaiada"                                                    | Elcio Di Carvalho / Isabella Resende / Rafaela Miranda / Rayane Diniz                                         | 3:18    |  |
| Duração total: | Duração total:                                                 | Duração total:                                                                                                | 39:04   |  |

## Repercussão
Durante a divulgação do projeto, Namorando ou Não, após três semanas de lançamento, ficou na 20ª posição entre as 50 mais tocadas no Spotify Brasil e o vídeo dela somava 19,4 milhões de visualizações no YouTube duas semanas após a estreia e o G1 foi à festa de lançamento do Ribeirão Rodeo Music, onde a dupla estava Nas paradas da Crowley Charts, Namorando ou Não ficou uma semana em 1º lugar e O Grau Bateu esteve em 3º lugar.

Além de todo esse sucesso, Clayton & Romário, junto com a União dos Grandes Eventos (UGE), que administra os principais rodeios do Brasil, deu início a label Amanhecer, que passava pelos grandes rodeios brasileiros e se tornou um compilado de registros desses shows em forma de um álbum nas plataformas de streaming.